# Žehuň
Žehuň (en allemand : Schehun) est une commune du district de Kolín, dans la région de Bohême-Centrale, en République tchèque. Sa population s'élevait à 454 habitants en 2020.

## Géographie
Žehuň est arrosée par la Cidlina qui forme ici un lac artificiel de 258 ha grâce à un barrage — l'étang de Žehuň, en tchèque : Žehuňský rybník — construit entre 1492 et 1497.
Žehuň se trouve à 8 km au sud de Městec Králové, à 13,5 km au nord-nord-est de Kolín et à 62 km à l'est de Prague.
La commune est limitée par Hradčany et Kněžičky au nord, par Lovčice à l'est, par Choťovice au sud-est, par Polní Chrčice au sud, et par Dobšice et Lovčice à l'ouest.

## Histoire
La première mention écrite de la localité date de 1137.

## Transports
Par la route, Žehuň se trouve à 9 km de Městec Králové, à 16 km de Kolín et à 68 km de Prague.